# Yetnebersh Nigussie
(Yetnebersh Nigussie)
Yetnebersh Nigussie (Amhara Saint Wollo, 24 gennaio 1982) è un'avvocatessa e attivista etiope.
Nel 2017 viene fregiata del premio Right Livelihood Award per "il suo continuo lavoro, che promuove i diritti e l'inclusione delle persone con disabilità, consentendo loro di raggiungere il loro pieno potenziale e cambiare mentalità nelle nostre società".

## Biografia
Yetnebersh Nigussie nasce a Amhara Saint Wollo nella Regione degli Amara in Etiopia. All'età di 5 anni perde la vista a causa di una meningite, descrivendo la tragedia come un'opportunità per lei, essendo grazie al nefasto evento, scampata ad un matrimonio precoce, pratica ancora molto diffusa nella regione. Frequenta il primo ciclo di studi in una scuola per ciechi, la Shashemane Catholic School for the Blind, per poi diplomarsi presso la scuola inclusiva Menelik II Senior Secondary School. Oltre al suo coinvolgimento accademico nella scuola, ha presieduto più di 6 club studenteschi, incluso il consiglio degli studenti. Entrata all'Università di Addis Abeba, consegue la laurea in giurisprudenza e il master in servizi sociali. Continuamente coinvolta in attività extracurriculari, presiede il movimento anti-AIDS dell'università nel 2004, nel 2005 e nel 2006 e fonda l'associazione delle studentesse dell'Università di Addis Abeba (AAU), divenendone il primo presidente. Grazie al suo forte coinvolgimento nei movimenti anti-AIDS, riceve numerosi premi nazionali e internazionali tra cui il premio AMANITARE (African Partnership for Sexual and Reproductive Health and Rights of Women and Girls) che ritira nel 2003 in Sudafrica. 
In contemporanea alla vita accademica, Nigussie presta servizio volontariamente in più di 20 organizzazioni, tra le quali l'Associazione "Ethiopian National Association of the Blind Women’s Wing" da lei presieduta per 4 anni (dal 2003 al 2007). Al di fuori di tale impegni, decide di fondare un'organizzazione locale chiamata Ethiopian Center for Disability and Development (ECDD) insieme ad altri eminenti etiopi per promuovere l'inclusione delle persone con disabilità in diversi programmi di sviluppo. A partire dal 2016, Nigussie lavora con la ONG Light For The World, che aveva precedentemente rappresentato come membro del loro International Board of Ambassadors. 
Nel settembre 2017, Yetnebersh Nigussie viene nominata vincitrice del premio Right Livelihood Award, il "Premio Nobel alternativo", condividendo l'onore con Xədicə İsmayılova, Colin Gonsalves e Robert Bilott.
Ispirata dalla importante vittoria, Nigussie, in collaborazione con Light for the World, crea il premio "Her Abilities Award"  per onorare le donne con disabilità che hanno raggiunto un'eccellenza nella loro vita e nel loro campo di lavoro..

## Pubblicazioni
- Nigussie Yetnebersh, 2006. The need for Legal Reform on the rights of Persons with Disabilities in Ethiopia. Facoltà di legge dell'Università di Addis Abeba, Addis Abeba.
- Nigussie Yetnebersh, Ransom Bob 2008. UN Convention on the Rights of Persons with Disabilities: a Call for Action on Poverty, Lack of Access and Discrimination. ECCD, Addis Abeba.
- Nigussie Yetnebersh, 2009.  Psychosocial Dimensions and Employability of Persons with Disabilities, Addis Abeba University, School of Social Work . Addis Abeba.

## Premi
- 2003 - Premio AMANITARE per la promozione della corretta salute sessuale e riproduttiva, Johannesburg, Sudafrica.
- 2005 - Premio individuale per l'eccellente coordinamento delle attività di prevenzione e controllo dell'HIV/AIDS, assegnato dall'amministrazione comunale di Addis Abeba in collaborazione con l'Ufficio per la prevenzione e il controllo dell'HIV/AIDS di Addis Abeba (HAPCO). Addis Abeba, Etiopia.
- 2005 - Premio miglior attivista nazionale contro l'HIV/AIDS, assegnato dalla General Medical Practitioners Association, Addis Abeba, Etiopia.
- 2011 - Premio World of Difference 100, assegnato dalla International Alliance for Women (TIAW)[7], Washington, Stati Uniti d'America
- 2017 - Premio Right Livelihood Award, Stoccolma, Svezia
- 2018 - Premio Spirit of Helen Keller Award[8], New York City, Stati Uniti d'America